# Le Lion rouge
Le Lion rouge, également désigné par Pincez tous vos koras, frappez les balafons, est l'hymne national du Sénégal.
Les paroles ont été écrites par Léopold Sédar Senghor et la musique composée par l'ethnomusicologue français Herbert Pepper (1912-2001), également compositeur de La Renaissance, l'hymne national centrafricain. Le Lion rouge est parfois joué avec des instruments tels que la kora et le balafon.

## Paroles en français
| Paroles officielles |
| --- |
| 1er couplet : Pincez tous vos koras, frappez les balafons ! Le lion rouge a rugi – le dompteur de la brousse. D'un bond s'est élancé, dissipant les ténèbres. Soleil sur nos terreurs, soleil sur notre espoir. Debout, frères, revoici l'Afrique rassemblée ! Refrain : Fibres de mon cœur vert. Épaule contre épaule, mes plus que frères, O Sénégalais, debout ! Unissons la mer et les sources, unissons la steppe et la forêt ! Salut Afrique mère ! 2e couplet : Sénégal toi le fils de l'écume du lion, Toi surgi de la nuit au galop des chevaux, Rend-nous, oh ! rends-nous l'honneur de nos ancêtres, Splendides comme ébène et forts comme le muscle Nous disons droits - l'épée n'a pas une bavure. (Refrain) 3e couplet : Sénégal, nous faisons nôtre ton grand dessein : Rassembler les poussins à l'abri des milans Pour en faire, de l'est à l'ouest, du nord au sud, Dressé, un même peuple, un peuple sans couture Mais un peuple tourné vers tous les vents du monde. (Refrain) 4e couplet : Sénégal, comme toi, comme tous nos héros, Nous serons durs sans haine et des deux bras ouverts. L'épée, nous la mettrons dans la paix du fourreau, Car le travail sera notre arme et la parole. Le Bantou est un frère, et l'Arabe et le Blanc. (Refrain) 5e couplet : Mais que si l'ennemi incendie nos frontières Nous serons tous dressés et les armes au poing : Un peuple dans sa foi défiant tous les malheurs, Les jeunes et les vieux, les hommes et les femmes. La mort, oui ! Nous disons la mort, mais pas la honte. (Refrain) |

## Paroles en wolof
| Paroles en wolof |
| --- |
| 1er couplet : Yëngalleen kooraa yi, te jiin ndënd yi. Gayndeg sibi xiiru na Ki doon rëbb ci àll bi Dafa tëb ci kanam, Tëb daal di dal, Dindi lépp lu lëndëmoon. Doon jant ci sunuy njàqare, doon jant ci sunu yaakar. Jógleen, bokk yi, Afrig booloo na Refrain : Wuumi sama xol bu nëtëx bii! Mbagg ak mbagg, yeen samay bokk, Ô saa-senegal, jógleen ! Nanu boole géej yi ak siyaan yi, nanu boole joor gi ak ñaay bi ! Mucc ñeel Afrig sunu yaay. 2e couplet : Senegaal yaw doomi gayndeg sibi, Yaw mi jóg ci guddi di njaabal i fas, Delloo nu, oh ! Dello nu ngalla njàmbaarug sunu maam ya, Taaru ni njalabaan dëgër këcc ni sidit. Noo ngi wax jub xocc - jaasi ji amul lenn ngaañ. (Refrain) 3e couplet : Senegaal, def nanu sunu mbir sa yéene ju kawe: Dajale cuuj yi ngir làq leen jaxaay yi Ngir def leen, li ko dale penku jëm sowu, bëj-gànnaar jàpp bëj-saalum, Taxaw temm, doon wenn askan, askan wu dul teqalikoo, Waaye askan wu wëlbatiku jëm ci mbooleem ngelawi àddina si (Refrain) 4e couplet : Senegaal, niki yaw, niki mbooleem sunu jàmbaar yi, Dinanu dëgër këcc te du ànd ak mbañeel boole ko ak tijji sunu ñaari yoxo. Jaasi ji, dinanu ko roof ci biir mbarum jàmm. Ndax kat liggéey mooy doon sunu ngànnaay ak sunu kàddu. Bàntu bi sunu mbokk la, ak Araab bi ak ku Weex ki. (Refrain) 5e couplet : Waaye nag bu noon bi taalee sunuy dig Dinanu taxaw jonn nag ŋàbb sunuy ngànnaay: Wenn askan ci pas-pasu jàmmaarloo ak lépp luy tiis, Ndaw ñi ak mag ñi, góor ñi ak jigéen ñi. Dee, waaw ! Dee lanu wax, waaye mukk ci ag toroxtaange. (Refrain) |